# Castel Varco
Il Castel Varco o anche Castel Laimburg (in tedesco Laimburg) è il rudere di un castello che si trova sul passo di Monte di Mezzo (Mitterberg) che separa il lago di Caldaro e Vadena, in Alto Adige.

## Storia
Il castello fu costruito nel tredicesimo secolo dai signori di Laimburg, come loro residenza. Per un breve periodo fu utilizzato anche come sede giudiziaria di Caldaro.
Il castello, dal tardo medioevo fino in prima età moderna, comprendeva un proprio distretto giudiziale, attestato ancora nel 1488 quale Laymburger gericht. Ad esso appartenevano oltre a Vadena (Oberviertl e Unterviertl) anche le frazioni Stadl, Kreith, Klughammer, Gmund e Piglon.
Il castello cadde in rovina nel diciassettesimo secolo.
Nel 2002 è stato sottoposto ad una ristrutturazione completa in modo da preservarne le rovine che si presentavano in cattivo stato di conservazione.

## Il castello oggi
Nonostante il restauro, ad oggi il castello appare come un rudere. Quello che rimane sono essenzialmente le mura perimetrali e parte del mastio. Il tetto è scomparso.

## Curiosità
- Dalle rovine del castello prende il nome e il logo il centro di sperimentazione agraria e forestale "Laimburg", di proprietà della provincia di Bolzano, che si trova proprio al di sotto di esso. Anche una nota cantina vitivinicola e un'area di servizio sull'autostrada A22 prendono il nome dal castello.

- Sopra al castel Varco sorge, su una cima del Monte di Mezzo, il Castelchiaro, un altro castello-rudere raggiungibile a piedi tramite un sentiero.